# 片岡物産
片岡物産株式会社（日语：かたおかぶっさん）是總部位於東京都港區新橋的食品批發廠商。

## 沿革
- 1960年：（昭和35年）3月1日設立[2]。
- 1965年：代理英國唐寧茶品。
- 1977年：代理荷蘭 Van Houten（梵豪登）巧克力。
- 1987年：成立洛杉磯分公司。
- 1998年：公司總部落成，導入全新的企業識別標章。
- 2007年：和唐寧成立合資公司「トワイニング・ジャパン株式会社」。
- 2012年：阪急百貨店梅田本店創設糕點「エシレ・マルシェ オ ブール」（ÉCHIRÉ Marché au Beurre）品牌店[3]。
- 2014年：京都市和菓子品牌「辻利」創立。

## 事業版圖
- 總部：東京都
- 國內分公司及辦公室：東京都、大阪府、札幌市、仙台市、埼玉縣、名古屋市、廣島縣、福岡縣
- 海外辦事處：倫敦、布宜諾斯艾利斯、米蘭等。

## 相關連結
- 官方網站：片岡物産
- エシレ・マルシェ オ ブール的Instagram：エシレ・マルシェ オ ブール